# README-файл
README (от англ. "read me"— прочти меня) — текстовый файл, который распространяется вместе с программным обеспечением и содержит информацию о нём. README-файл может включать подробную документацию или сведения, которые появились уже после выпуска печатной инструкции, имена авторов программы, историю версий, комментарии, примечания по использованию ПО с конкретным аппаратным обеспечением и т.д. Такой файл может быть открыт в любом текстовом редакторе или процессоре, поскольку в нём не используются форматирование или нестандартные символы.
Файл может иметь имена readme.txt, readme.doc, readme.1st (от англ. read me first — сперва прочти меня), read.me, readme.md и пр. Словарь слэнга The New Hacker's Dictionary отмечал, что происхождение названия README-файла может быть связано с «Алисой в Стране чудес» Льюиса Кэрролла. В одной из сцен книги с героиней происходят метаморфозы, когда она употребляет волшебные продукты с надписями «Выпей меня!» (англ. Drink me!) и «Съешь меня!» (англ. Eat me!).